# Чумікан
Чуміка́н (рос. Чумикан) — село, центр Тугуро-Чуміканського району Хабаровського краю, Росія. Адміністративний центр Чуміканського сільського поселення.

## Населення
Населення — 1154 особи (2010; 1344 у 2002).
Національний склад (станом на 2002 рік):
- росіяни — 67 %